# Aneirin
Aneirin o Neirin (segle vi) és un poeta gal·lès. Es creu que fou poeta de cort d'algun des regnes cúmbrics del Vell Nord o Hen Ogledd, probablement de Gododdin a Edimburg, a la moderna Escòcia.
Està documentat històricament a la Historia Brittonum, de Nennius, vers l'any 800, és autor del poema Y Gododdin, el qual hauria estat transmès per tradició oral abans d'aparèixer en manuscrits, uns tres segles més tard. El nom del poema respon a una tribu celtobritònica. L'autor hi exalta els valors dels tres-cents joves guerrers morts, a la fi del segle vi, davant els invasors saxons de Catraeh (Catterick). El poema conté la primera referència literària a l'Artús històric. Característica d'aquest poema i, en general, de la poesia gal·lesa antiga, és el seu lirisme lacònic, sorprenent en una poesia tan primerenca.
El manuscrit conegut com a Llibre d'Aneirin recull la poesia d'aquest autor.